# 高桥港
高桥港是一條流經中華人民共和國上海市浦东新区高桥鎮和外高橋保稅區的河流，是浦東新區區級河道。明朝時是嘉定县与上海县的界河，所以當時得名界浜或界浜河。高桥港原本南起趙家溝，西入黃浦江，全長11.5公里。後來改為東起外環運河，西入黄浦江，全长3.65公里。1924年，高桥人周瑞庭出资疏浚界浜，历时4个月，疏浚河道16.7公里。1980年代，高桥港受到企业排污生活垃圾影響，水质恶化。1989年8月3日至1990年6月12日，川沙縣當局對高桥港的2.91公里航段進行疏浚、清除淤泥、垃圾等工作。2002年5月至2002年12月，當局又對高桥港進行治理和环境美化。